# Бассогог, Кристиан
Кристиан Муганг Бассогог (фр. Christian Mougang Bassogog; род. 18 октября 1995, Дуала) — камерунский футболист, нападающий клуба «Аль-Ухдуд» и сборной Камеруна.

## Клубная карьера

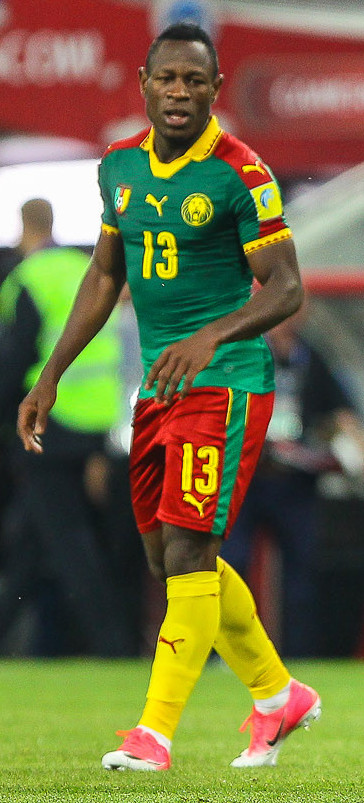
Бассогог в составе сборной Камеруна

Бассогог начал карьеру в американском клубе «Уилмингтон Хаммерхэдс». В 2015 году Кристиан перешёл в датский «Ольборг». 28 октября 2015 года в матче Кубка Дании против «Люнгбю» он дебютировал за новую команду. 29 февраля 2016 года в поединке против «Мидтьюлланна» Бассогог дебютировал в датской Суперлиге. 1 августа в матче против «Орхуса» он забил свой первый гол за «Ольборг».
В начале 2017 года Бассогог перешёл в китайский «Хэнань Цзянье». 5 марта в матче против «Хэбэй Чайна Фортун» он дебютировал в китайской Суперлиге. 15 апреля в поединке против «Цзянсу Сунин» Кристиан забил свой первый гол. В феврале 2020 года московский «Локомотив» сделал официальное предложение китайскому «Хэнаню», за который выступает камерунец. Однако представители «Хэнаня» ответили, что не могут продать Бассогога из-за того, что тот играет крайне важную роль в команде.
26 февраля 2021 года Бассогог подписал контракт с клубом «Шанхай Гринлэнд Шэньхуа». 23 апреля в матче против «Бэйцзин Гоань» он дебютировал за новую команду. 29 апреля в поединке против «Уханя» Кристиан забил свой первый гол за «Шанхай Гинлэнд Шэньхуа».

## Международная карьера
12 ноября 2016 года в отборочном матче чемпионата мира 2018 против сборной Замбии Бассогог дебютировал за сборную Камеруна. 5 января 2017 года в товарищеском матче против сборной ДР Конго он забил свой первый гол за национальную команду.
В 2017 году в составе сборной Бассогог стал победителем Кубка Африки в Габоне. На турнире он сыграл в матчах против команд Сенегала, Ганы, Египта, Буркина-Фасо, Гвинеи-Бисау и Габона. В поединке против ганцев Кристиан забил гол, а по итогам турнира был признан его лучшим игроком.
В том же году Бассогог принял участие в Кубке конфедераций в России. На турнире он сыграл в матчах против команд Германии, Австралии и Чили.
В 2019 году в составе сборной Бассогог принял участие Кубке Африки в Египте. На турнире он сыграл в матчах против команд Гвинеи-Бисау, Ганы, Бенина и Нигерии.
В 2022 году Бассогог в третий раз принял участие в Кубке Африки 2021 в Камеруне. На турнире он сыграл в матчах против команд Эфиопии, Комор, Гамбия, Египта и дважды Буркина-Фасо.

### Голы за сборную Камеруна
| #   | Дата           | Место                                | Противник | Счёт | Результат | Соревнование                     |
| --- | -------------- | ------------------------------------ | --------- | ---- | --------- | -------------------------------- |
| 01. | 5 января 2017  | Ахмаду Аниджо, Яунде, Камерун        | ДР Конго  | 2:0  | 2:0       | Товарищеский матч                |
| 02. | 2 февраля 2017 | Стад де Франсвиль, Франсвиль, Габон  | Гана      | 2:0  | 2:0       | Кубок Африки 2017                |
| 03. | 25 марта 2018  | Джабер-эль-Ахмед, Эль-Кувейт, Кувейт | Кувейт    | 0:2  | 0:3       | Товарищеский матч                |
| 04. | 25 марта 2018  | Джабер-эль-Ахмед, Эль-Кувейт, Кувейт | Кувейт    | 0:3  | 0:3       | Товарищеский матч                |
| 05. | 23 марта 2019  | Стад Ахмаду Ахиджо, Яунде, Камерун   | Коморы    | 2:0  | 3:0       | Кубок Африки 2019 квалификация   |
| 06. | 13 ноября 2021 | Орландо, Йоханнесбург, ЮАР           | Малави    | 0:3  | 0:4       | Чемпионат мира 2022 квалификация |
| 07. | 13 ноября 2021 | Орландо, Йоханнесбург, ЮАР           | Малави    | 0:4  | 0:4       | Чемпионат мира 2022 квалификация |

## Достижения
Международные
 Камерун
- Кубок африканских наций — 2017
- Бронзовый призёр Кубка Африки — 2021

Личные
- Лучший игрок Кубка Африки — 2017